# Zlatozoba polževka
Zlatozoba polževka (znanstveno ime Hygrophorus chrysodon) je gliva iz rodu polževk (Hygrophorus). Ime rodu Hygrophorus izhaja iz starogrških hugros, kar pomeni vlaga, in phoros  – nosilec. Vrstni pridevek chrysodon izhaja iz chryso – zlat in don –  zob, ker so klobuki in stebla teh gliv okrašeni z rumenimi luskami, ki spominjajo na zlate zobe.

## Značilnosti
Klobuk je širok od 2 do 5 cm. Sprva polkroglast, nato se razpre in na sredini rahlo izboči. V mokrem vremenu vlažen in masten, v suhem je malo lepljiv. Je bele barve in prekrit z zlatorumeno tančico, ki se kasneje na robu razdrobi v drobne luskice in rumene lise. Rob je valovit in pri mladih gobah podvihan.
Lističi so razmaknjeni, redki in mehki. Rahlo se spuščajo po betu navzdol. So bele do svetlo rumenkaste barve.
Bet je visok od 2 do 6 cm in širok od 0,5 do 1 cm. Mlad je poln, v starosti se izvotli. V dnišču je zašiljen. Je bele barve in v zgornjem delu pokrit z zlatorumenimi kosmiči iz ostankov zastiralca.
Meso je mehko, sočno, rahlo vlaknato, belo, kasneje porumeni. Rahlo diši po grenkih mandljih ali po janežu, okus pa je blag.

## Razširjenost in življenjski prostor
Raste poleti in jeseni v mešanih gozdovih. Z drevesi tvori ektomikorizo.

## Mikroskopske značilnosti
Trosni odtis je bele barve. Trosi so elipsoidni, gladki in merijo 7–9 x 4–4,5 μm.

## Podobne vrste
- rumeneča polževka (Hygrophorus discoxanthus) raste pod bukvami
- macesnova polževka (Hygrophorus lucorum) raste pod macesni
- bela polževka (Hygrophorus eburneus) raste na podobnih rastiščih, a nima rumenih kosmičev po klobuku in betu

## Uporabnost
Užitna, a ne preveč okusna. Med kuhanjem se razvije neprijeten vonj po amonijaku.

## Galerija slik
- ilustracija
- klobuk
- lističi in bet z rumenimi kosmiči
- trosi